# Provincia del Canada
La provincia del Canada o provincia unita del Canada fu una colonia britannica del Nord America dal 1841 al 1867. La sua formazione riflette le raccomandazioni formulate da John Lambton, primo conte di Durham, nella relazione sugli affari del Nord America Britannico in seguito alla ribellione del 1837.
La provincia del Canada cessò di esistere con la creazione della Confederazione canadese il 1º luglio 1867 quando fu divisa nelle odierne province canadesi dell'Ontario e Québec.

## Storia
Prima del 1841 il territorio corrispondente alla parte meridionale dell'Ontario apparteneva alla colonia britannica della provincia dell'Alto Canada, mentre la parte meridionale del Québec, del Labrador e Terranova appartenevano alla colonia della provincia di Basso Canada. Una delle principali differenze culturali tra Alto e Basso Canada fu la lingua. L'Alto Canada era principalmente anglofono, mentre il Basso Canada prevalentemente francofono. Con l'Atto d'Unione del 23 luglio 1840, approvato dal parlamento britannico e promulgato dalla Corona il 10 febbraio 1841, ci fu la fusione delle due colonie, l'abolizione delle assemblee legislative delle due vecchie colonie e la loro sostituzione con un unico parlamento coloniale.
Nonostante questo nuovo parlamento mantenesse un'eguale rappresentatività delle due vecchie colonie, le elezioni nell'ex Basso Canada furono viziate da una forte discriminazione nei confronti della maggioranza francofona. Infatti, buona parte del potere si concentrò nelle mani della minoranza anglofona, la quale sfruttando la mancanza della segretezza del voto, spesso intimidì gli elettori.
I territori precedentemente compresi nell'Alto Canada furono denominati come Canada dell'Ovest, mentre l'area che comprendeva il Basso Canada fu denominata Canada dell'Est. Dopo che il Parlamento britannico, il 1º luglio 1867, approvò il British North America Act la provincia del Canada cessò di esistere e si costituì la  Confederazione canadese. Successivamente, il Canada dell'Est e dell'Ovest vennero rinominati con il nome di Québec e Ontario rispettivamente.

## Capitali
La posizione della città capitale della provincia del Canada cambiò ben sei volte nei 26 anni di storia della colonia. In particolare la capitale fu spostata da Montréal a Toronto nel 1849, quando, in seguito a degli scontri venne bruciato il parlamento a Montreal. Nel 1857 la Regina Vittoria scelse Ottawa come capitale. Venne avviata la costruzione degli attuali edifici parlamentari che furono ultimati nel 1865, giusto in tempo per ospitare l'ultima sessione del parlamento della provincia del Canada prima della Confederazione.
La cronologia fu:
1. Kingston 1841 - 1843
2. Montréal 1843 - 1849
3. Toronto 1849 - 1852
4. Québec 1852 - 1856
5. Toronto 1856 - 1858
6. Québec 1859 - 1866
7. Ottawa 1866 - 1867

## Popolazione
| Anno    | Popolazione del Basso Canada | Popolazione dell'Alto Canada |
| ------- | ---------------------------- | ---------------------------- |
| 1841    | N/D                          | 455 688                      |
| 1844    | 697 084                      | N/D                          |
| 1848    | 765 797-786 693 stima        | 725 879                      |
| 1851-52 | 890 261                      | 952 004                      |
| 1860-61 | 1 111 566                    | 1 396 091                    |

- Fonte: Statistics Canada, Censimento del Canada (1665-1871).